# Pied de tranchée
 Mise en garde médicale
Le pied des tranchées ou pied de tranchée (de l'anglais trench foot), parfois aussi appelé froidure de pieds ou pied de stase, est le nom donné à une maladie ulcéro-nécrotique qui s'est fait connaître quand elle s'est répandue dans les tranchées durant la Première Guerre mondiale. 

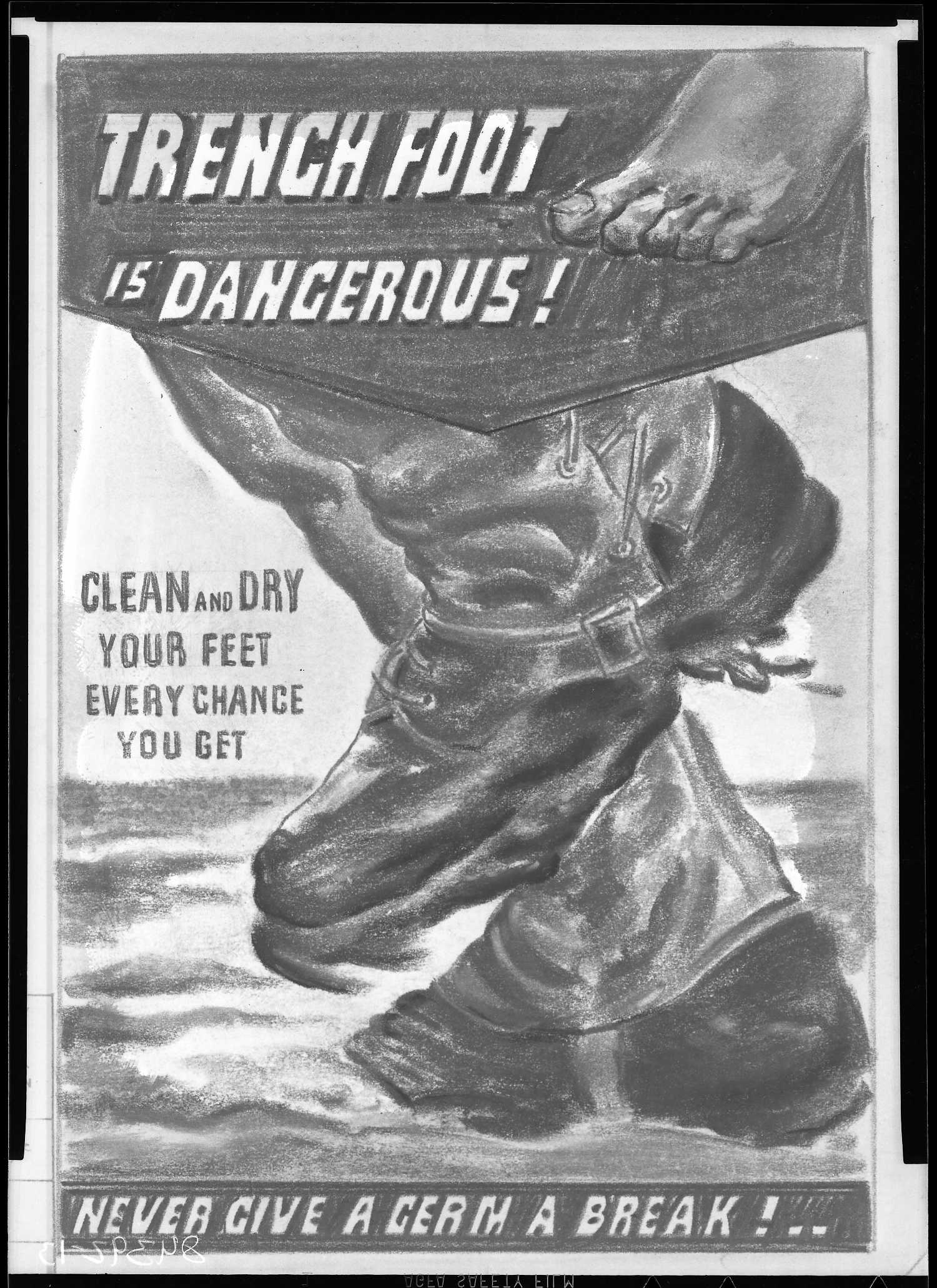
Affiche produite par le service médical des armées américaines invitant les soldats à surveiller l'hygiène de leurs pieds, pour éviter le pied des tranchées. L'affiche rappelle que ce mal est dangereux et invite au lavage régulier et au séchage des pieds, ainsi qu'à un changement régulier des chaussettes ou chaussures.

Cette maladie est probablement due à l'association de plusieurs pathogènes et aux difficiles conditions de vie des soldats. Son premier stade, ulcéreux, semble être causé par une exposition prolongée des pieds à l'humidité, à l'insalubrité et au froid.
Ces manifestations font partie de celles du syndrome du pied immergé.

## Caractéristiques
Les pieds infectés peuvent devenir insensibles. Une érythrose (le pied devient rouge) ou une cyanose (bleuissement) comptent parmi les symptômes. Elles sont induites par un apport vasculaire appauvri. Une odeur de décomposition peut suivre, liée aux premiers stades de la nécrose. Sans traitement, l'état s'aggrave encore, avec un gonflement des pieds. L'infection avancée conduit à des abcès et plaies ouvertes, et en général à des infections fongiques, qu'on qualifie parfois d'ulcère tropical (moisissures de la jungle). Si le pied malade n'est pas rapidement traité, la gangrène s'y installe, ce qui peut entraîner la nécessité d'une amputation et parfois la mort s'il y a septicémie. Si le pied des tranchées est traité correctement et dès le début, le rétablissement complet est normal, accompagné d'une douleur, quand le système nerveux se remet à fonctionner normalement.
Comme pour les autres blessures liées au froid et à ce type d'infection, des récidives sont possibles ou plus fréquentes chez ceux qui ont déjà été victimes.

## Causes, étiologie
On suppose que le pied des tranchées était favorisé par les situations où le pied était longtemps froid et humide, chez des personnes obligées de porter des chaussures serrées. Contrairement aux gelures, le pied des tranchées apparait sans situation de gel, jusqu'à 16 °C au moins. Selon les spécialistes[réf. souhaitée], onze heures suffisaient à induire la maladie. Le mécanisme des lésions tissulaires n'est pas entièrement compris ; il résulte probablement d'effets synergiques entre plusieurs pathogènes.
Une autre maladie ulcéro-nécrotique dite « bouche de tranchée », ou « maladie de Vincent » (car décrite par le médecin français Hyacinthe Vincent), touchait le  pharynx et la bouche, due à une association bactérienne fuso-spirillaire (Fusobacterium necrophorum et Borrelia vincentii).

## Prévention
Le pied des tranchées peut être facilement évité en gardant les pieds au chaud et au sec, et en changeant fréquemment de chaussettes si les pieds ne peuvent être gardés au sec. 
Les soldats, dans leurs courriers à leur famille, réclamaient souvent plus de chaussettes, pour aider à prévenir des problèmes tels que le pied des tranchées.
Durant la Première Guerre mondiale, les armées fournissaient de la graisse de baleine qui servait à imperméabiliser les cuirs et à appliquer sur les pieds, afin de réduire la prévalence de cette pathologie, l'idée étant de rendre les pieds imperméables à l'eau. Il a été cependant constaté que ce traitement aggravait la transpiration des pieds, qui alors s'humidifiaient plus encore. On a également découvert qu'une mesure préventive clé était l'inspection régulière des pieds par les officiers.

## Histoire
Les syndromes correspondant au pied des tranchées ont été rapportés dans l'armée de Napoléon Ier en 1812. Ils étaient répandus durant la retraite de Russie, d'après Dominique Jean Larrey.
L'eau s'accumulant facilement dans les tranchées, cette maladie a été un tourment supplémentaire pour les soldats des guerres de tranchée surtout durant la Première Guerre mondiale, mais des cas en ont été signalés durant la Seconde Guerre mondiale et la guerre du Viêt Nam. 
La maladie est même réapparue dans l'armée britannique lors de la guerre des Malouines, en 1982. Les causes en ont été attribuées aux conditions froides et humides et aux chaussures ou bottes insuffisamment étanches.
Certaines personnes ont déclaré avoir contracté cette maladie en 2007 durant le Glastonbury Festival qui s'est déroulé dans des conditions inhabituellement froides et humides, et pendant le Festival de Woodstock 1999.